# Нидерриден
Нидерриден (нем. Niederrieden) — община в Германии, в земле Бавария. 
Подчиняется административному округу Швабия. Входит в состав района Нижний Алльгой. Подчиняется управлению Бос.  Население составляет 1343 человека (на 31 декабря 2010 года). Занимает площадь 13,90 км².